# St. Marien (Cuxhaven)

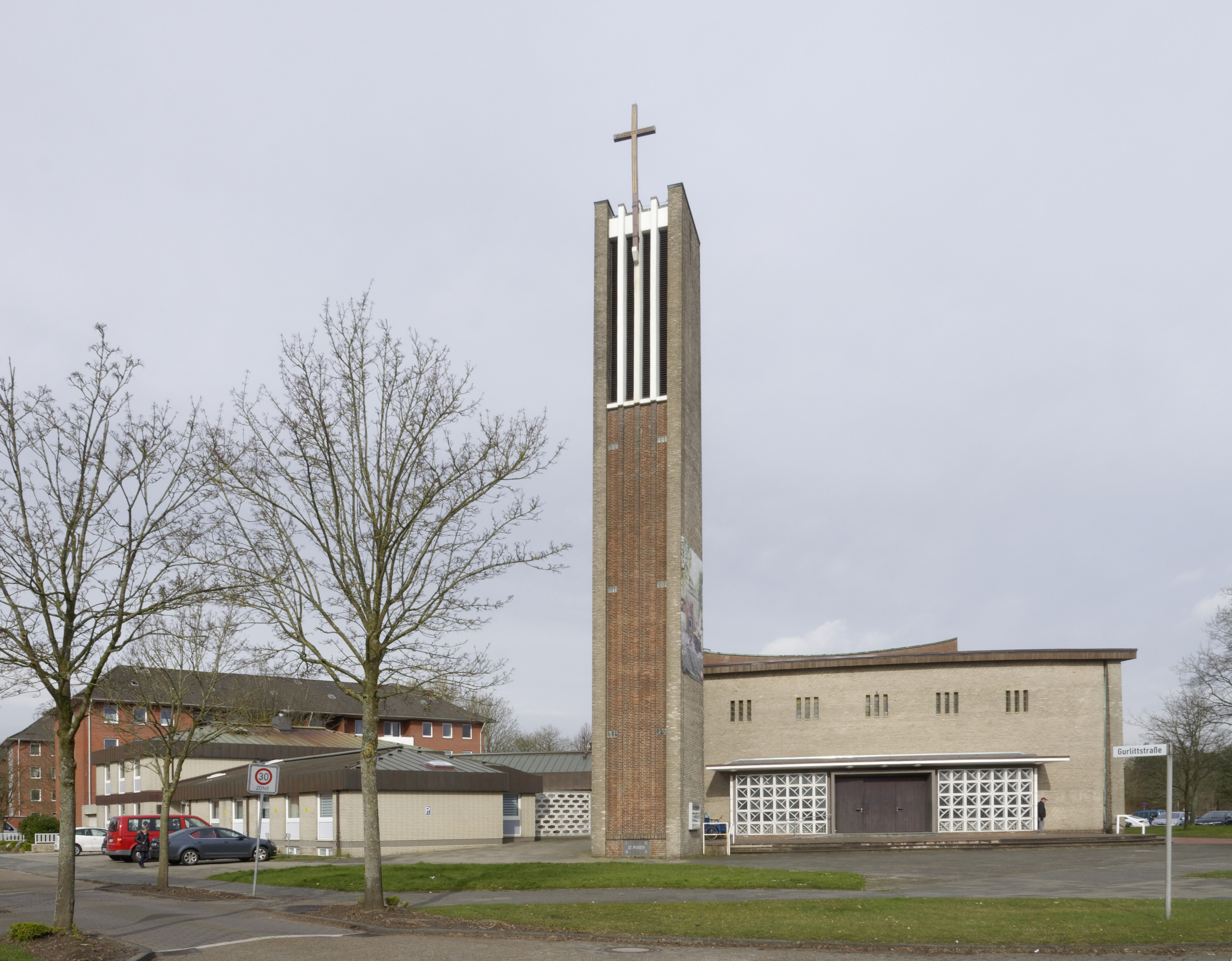
Kath. Pfarrkirche Marien

St. Marien ist die römisch-katholische Pfarrkirche von Cuxhaven, einer Kreisstadt in Niedersachsen. Ihre Pfarrgemeinde gehört zum Dekanat Bremerhaven im Bistum Hildesheim. Ihr sind heute folgende Filialkirchen unterstellt: 
- Filialkirche Herz Jesu (1900–1924 katholische Garnisonskirche St. Michael)
- Hauskapelle St. Pius im Haus Stella Maris im Stadtteil Sahlenburg
- Filialkirche Zwölf Apostel im Stadtteil Altenwalde

Die zuletzt ebenfalls zur Pfarrgemeinde gehörende St.-Willehad-Kapelle wurde 2011 profaniert.

## Geschichte
Infolge des Zweiten Weltkriegs stieg die Zahl der Katholiken in Cuxhaven durch die Flucht und Vertreibung Deutscher aus Mittel- und Osteuropa auf rund 3.800 an. 1956 erwarb die Kirchengemeinde zunächst das „Meyn’sche Anwesen“ an der Grodener Chaussee, in dessen ehemaliger Scheune die St.-Willehad-Kapelle eingerichtet wurde. Da die einzige katholische Kirche von Cuxhaven, die Herz-Jesu-Kirche, inzwischen für die Zahl der Gottesdienstbesucher zu klein geworden war, wurde 1962 das Grundstück für den Bau der St.-Marien-Kirche erworben.
1963 fand die Grundsteinlegung statt, und am 29. August 1964 nahm Weihbischof Johannes von Rudloff die Kirchweihe vor.
Im Konkordat zwischen dem Heiligen Stuhle und dem Land Niedersachsen vom 26. Februar 1965 wurde unter anderem ein Gebietsaustausch zwischen dem Bistum Osnabrück und dem Bistum Hildesheim vereinbart. Dadurch wechselte die kirchliche Zugehörigkeit der Stadt Cuxhaven, und damit auch die der St.-Marien-Kirche, vom Bistum Osnabrück zum Bistum Hildesheim, wo sie dem damaligen Dekanat Stade zugeordnet wurde. Am 1. Januar 1967 wurde die St.-Marien-Kirche zur Pfarrkirche erhoben, und die Herz-Jesu-Kirche ihre Filialkirche. Seit dem 1. August 1969 gehört Cuxhaven zum Dekanat Bremerhaven. Prägende Gruppen innerhalb der Gemeinde bilden heute neben ehemaligen Heimatvertriebenen und deren Nachkommen Zugezogene aus Süd- und Westdeutschland, Polen, Italien, Portugal, Kroatien und der ehemaligen Sowjetunion.

## Lage, Architektur und Ausstattung
Die Kirche steht an der Ecke Beethovenallee / Gurlittstraße, in rund 2,5 Meter Höhe über dem Meeresspiegel. Sie entstand nach Plänen des ortsansässigen Architekten Wilhelm Viehoff. Ihr freistehender, 25 Meter hoher Turm wird von einem Kreuz bekrönt.
Das Kirchenschiff bietet 318 Sitzplätze. Unter der Orgelempore, auf der die Pfeifenorgel steht, sind eine Marienstatue, vor der Opferkerzen aufgestellt werden können, sowie die Beichtstühle platziert. 14 Kreuzwegstationen hängen an den Seitenwänden. Der Altarraum wird von einem Hängekruzifix dominiert. Der Ambo zeigt die Ausgießung des Heiligen Geistes.

### Orgel
Die Orgel wurde 1964 vom Orgelbauer Alfred Führer aus Wilhelmshaven erbaut. Das Instrument hat 15 Register auf zwei Manualwerken und Pedal. Die Spieltrakturen und die Registertrakturen sind mechanisch.
| I Rückpositiv C–g3 |                 |    |
| 1.                 | Gedackt         | 8′ |
| 2.                 | Nachthorn       | 4′ |
| 3.                 | Prinzipal       | 2′ |
| 4.                 | Sesquialtera II |    |
| 5.                 | Scharff III     |    |
| 6.                 | Rohrschalmey    | 8′ |

| II Hauptwerk C–g3 |             |     |
| 7.                | Prinzipal   | 8′  |
| 8.                | Rohrflöte   | 8′  |
| 9.                | Oktave      | 4′  |
| 10.               | Koppelflöte | 2′  |
| 11.               | Blockflöte  | 2′  |
| 12.               | Mixtur IV   |     |
| 13.               | Dulcian     | 16′ |

| Pedal C–f1 |           |     |
| 14.        | Untersatz | 16′ |
| 15.        | Pommer    | 8′  |

- Koppeln: I/II, I/P, II/P